# فيزياء تطبيقية
الفيزياء التطبيقية مصطلح عام للفيزياء التي تتخصص للتطبيق في مجال عملي أو تقني معين. العلم التطبيقي يتميز عن العلم الصرف بأنه يدرس لغاية التطبيق على حقول ومناطق معينة وعلاقته تكون وثيقة بالتقنية والآلات والقياسات.

## حقول البحث التجريبي الفيزيائي

تصوير بالرنين المغناطيسي (MRI).

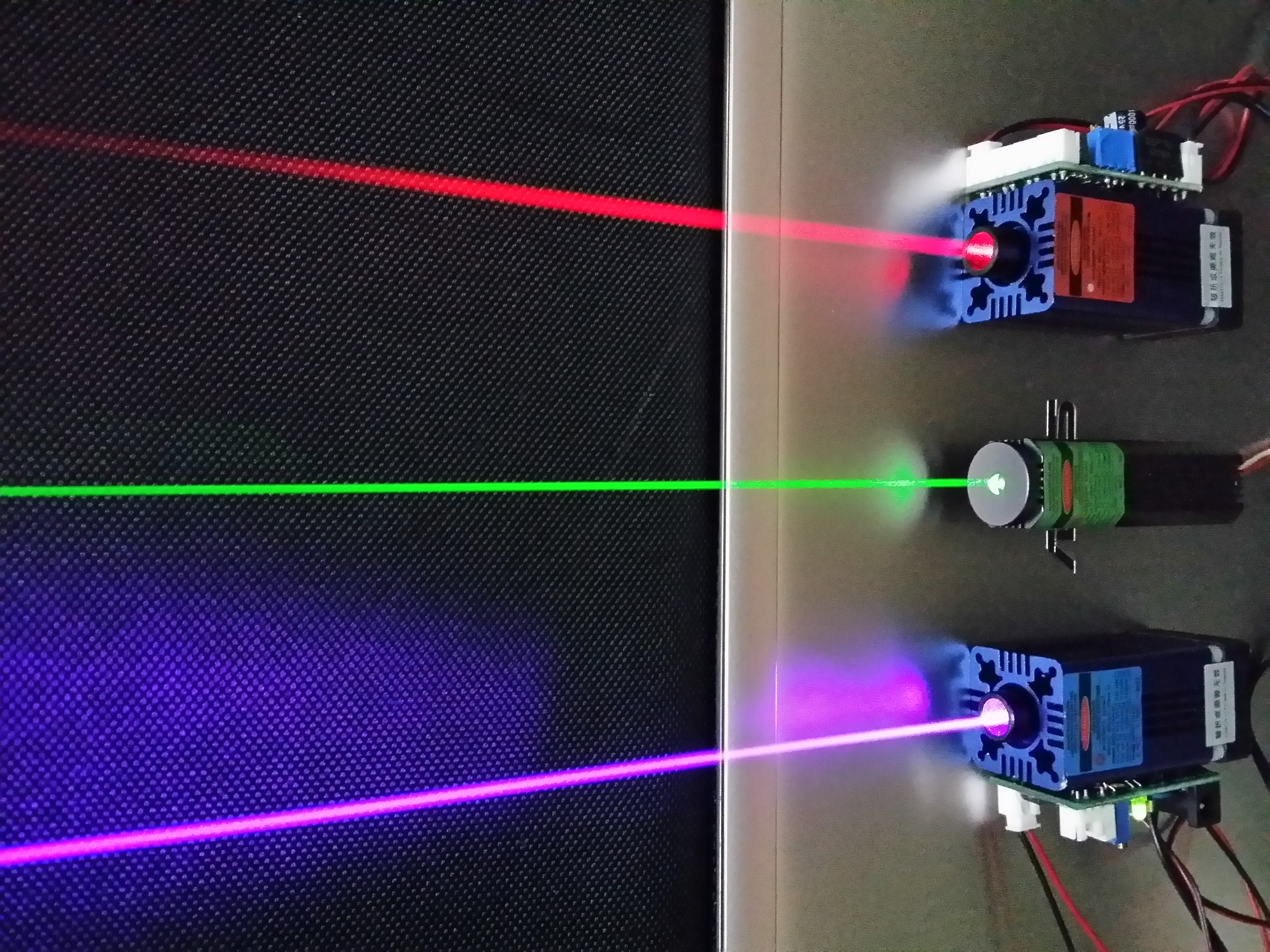
تجربة باستخدام أشعة الليزر.

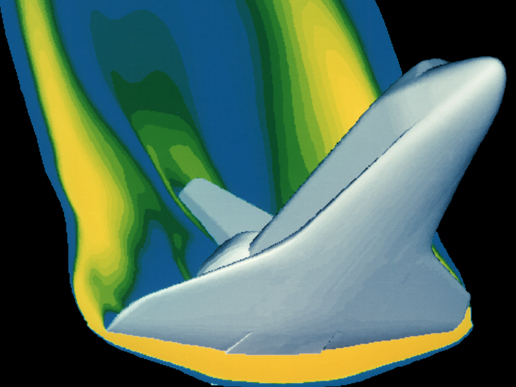
محاكاة حاسوبية لمكوك فضائي أثناء إعادة دخوله.

- فيزياء المسرعات
- صوتيات
- فيزياء زراعية
- مقذافية
- فيزياء حيوية
- فيزياء حاسوبية
- فيزياء اقتصادية
- فيزياء هندسية
- بصريات ليفية
- ديناميك الموائع
- فيزياء الليزر

- مجهر القوة الذرية
- جيوفيزياء
- إلكترونيات كمومية
- فيزياء طبية
- علم الموائع الدقيق
- تقانة نانوية
- اختبار لاتحطيمي
- هندسة نووية
- تقانة نووية
- بصريات
- إلكترونيات بصرية
- لوح ضوئي
- فيزياء البلازما
- أشباه الموصلات
- فيزياء التربة
- فيزياء الحالة الصلبة
- الموصلات الفائقة
- فيزياء الفضاء
- الإلكترونيات الدورانية
- ديناميكا المركبات

## معاهد متخصصة
- Department of Applied Physics, Stanford University
- Department of Applied Physics and Applied Mathemetics, Columbia University
- Institute of Applied Physics, Corrensstr
- School of Applied and Engineering Physics, Cornell University
- Department of Physics, Applied Physics & Astronomy, Rensselaer Polytechnic Institute
- Institute for Research in Electronics and Applied Physics, University of Maryland